# Людвіг фон Шредер (генерал)
Людвіг Карл Герман фон Шредер (нім. Ludwig Karl Hermann von Schröder; 12 вересня 1884, Кіль — 28 липня 1941, Ліхен) — німецький офіцер, віце-адмірал крігсмаріне, генерал зенітних військ люфтваффе, группенфюрер СС.

## Біографія
Син адмірала Людвіга фон Шредера. 1 квітня 1903 року поступив на службу кадетом в кайзерліхмаріне. Учасник Першої світової війни, з 15 липня 1917 року служив у морському корпусі «Фландрія», яким командував його батько. 6 листопада 1919 року демобілізований, 27 серпня 1920 року повернувся на службу в ВМС. 1 грудня 1937 року перейшов у люфтваффе.
31 травня 1941 року, перебуваючи на посаді військового командувача Сербії, поширив наказ, згідно якого всі євреї та цигани повинні були пройти реєстрацію та носити жовту пов'язку для ідентифікації. Цей наказ також включав заборону на вільний вибір професій, працюв в державних службах і приватний бізнес, а також підпорядкування військовій адміністрації та використання примусової праці. Наступним етапом втілення наказу стала «арієзація» (ув'язнення євреїв і циган та конфіскація їхнього майна). Цим наказом Шредер розпочав стандартні заходи з переслідування євреїв на всій окупованій території Сербії.
23 липня 1941 року Шредер потрапив у авіакатстрофу в Белграді, після чого був доставлений у лазарет СС в Ліхені, де й помер 28 липня.

## Сім'я
Був одружений, мав трьох дітей.

## Звання
- Морський кадет (1 квітня 1903)
- Фенріх-цур-зее (15 квітня 1904)
- Лейтенант-цур-зее (28 вересня 1906)
- Обер-лейтенант-цур-зее (27 березня 1909)
- Капітан-лейтенант (27 січня 1915)
- Корветтен-капітан (1 травня 1922)
- Фрегаттен-капітан (1 грудня 1928)
- Капітан-цур-зее (1 жовтня 1930)
- Контр-адмірал (1 жовтня 1934)
- Віце-адмірал (30 вересня 1937)
- Генерал-лейтенант (1 грудня 1937)
- Генерал зенітних військ (1 квітня 1939)
- Группенфюрер СС (20 квітня 1941)

## Нагороди
- Рятувальна медаль (15 жовтня 1907)
- Орден Корони (Пруссія) 4-го класу на стрічці Рятувальної медалі (1 березня 1913)
- Залізний хрест 2-го і 1-го класу
- Ганзейський Хрест (Гамбург і Бремен)
- Військова медаль (Османська імперія)
- Військовий Хрест Фрідріха-Августа (Ольденбург)
  - 2-го класу із застібкою «Перед ворогом»
  - 1-го класу
- Лицарський хрест королівського ордена дому Гогенцоллернів з мечами (15 червня 1918)
- Фландрійський хрест
- Воєнна медаль 1914/1918 союзу Киффгойзера
- Хрест «За вислугу років» (Пруссія) (25 років; 1928)
- Орден Святого Йоанна (Бранденбург), почесний лицар
- Авійський орден, командорський хрест (Португалія)
- Почесний хрест ветерана війни з мечами
- Медаль «За вислугу років у Вермахті» 4-го, 3-го, 2-го і 1-го класу (25 років; 2 жовтня 1936) — отримав 4 нагороди одночасно.
- Медаль «У пам'ять 13 березня 1938 року»
- Почесний знак Німецького Червоного Хреста
- Почесний знак Служби повітряного захисту 1-го ступеня
- Хрест Воєнних заслуг 2-го і 1-го класу з мечами